# Ga Chilgol
Ga Ch'ilgol là một ga đường sắt ở Kallimgil-dong, Man'gyŏngdae-guyŏk, Bình Nhưỡng, Bắc Triều Tiên, trên tuyến P'yŏngnam của Đường sắt Nhà nước Triều Tiên.
Cả tàu khách và tàu hàng đều sử dụng nhà ga này. Đây là một sự thúc đẩy tới Nhà máy Bột mì P'yŏngyang ở Samhŭng-dong, và có các nhà vận chuyển hàng hoá và giàn xếp hàng ở phía nam của nhà ga.
Vào ngày 11 tháng 2 năm 1934, Đường sắt Chính phủ Chosen khai trương ga Choch'on trên tuyến P'yŏngnam. Tuy nhiên, một năm sau nó đã được tháo dỡ và chuyển đi 1,2 km về phía nam, trở thành nhà ga Ch'ilgol ngày nay, được mở cửa vào ngày 1 tháng 10 năm 1935.